# Brain Thrust Mastery
Brain Thrust Mastery è il terzo album discografico in studio del gruppo musicale indie rock statunitense We Are Scientists, pubblicato nel 2008.

## Tracce
1. Ghouls – 3:00
2. Let's See It – 3:57
3. After Hours – 3:54
4. Lethal Enforcer – 4:45
5. Impatience – 3:29
6. Tonight – 3:42
7. Spoken For – 3:03
8. Altered Beast – 3:59
9. Chick Lit – 3:56
10. Dinosaurs – 3:39
11. That's What Counts – 4:21